# لیبهر

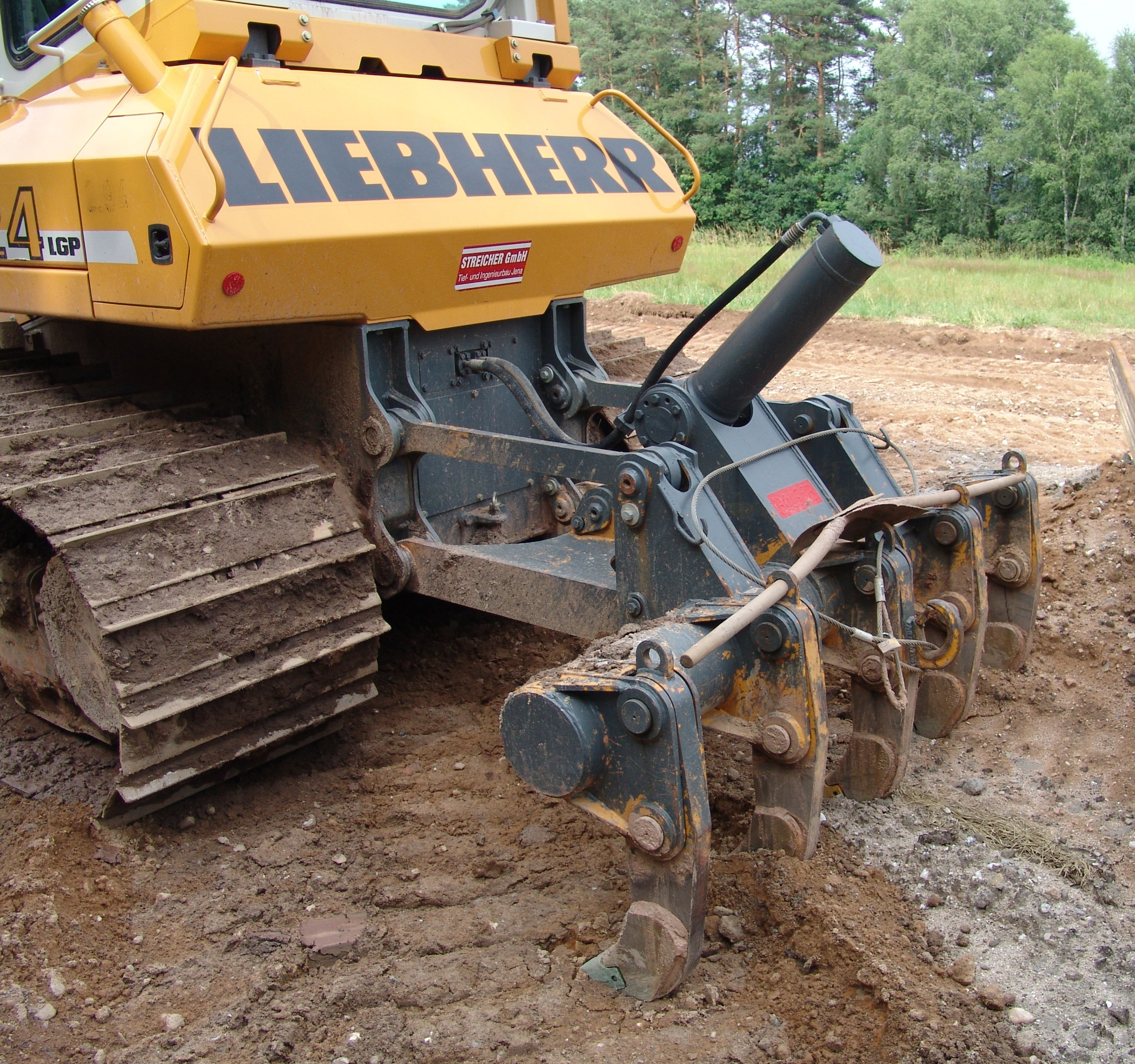
بولدوزر لیبهر

لییِبهِر آگ (به آلمانی: Liebherr AG) شرکت صنایع سنگین چندملیتی آلمانی‌سوئیسی است که در زمینه طراحی، توسعهٔ فناوری و تولید انواع ماشین‌آلات کشاورزی، ماشین‌آلات عمرانی و معدنی، موتورهای دیزل و گازی، لوازم‌خانگی، ای‌سی‌یو، انژکتور، ماشین‌ابزارها، موتورهای الکتریکی، سامانه‌های انتقال قدرت، پمپ‌های هیدرولیک، سامانه‌های خودکارسازی، قطعات هواپیما و بالگرد و ارائه خدمات مهندسی خودرو فعالیت می‌نماید.
شرکت لیبهر در سال ۱۹۴۹ راه‌اندازی شد. این شرکت از سال ۲۰۰۷ بزرگترین تولیدکننده جرثقیل در جهان می‌باشد. لیبهر هم‌اکنون ششمین تولیدکننده بزرگ تجهیزات سنگین جهان به‌شمار می‌آید. دفتر مرکزی این شرکت در شهر بول، فریبورگ، سوئیس قرار دارد.

## نگارخانه

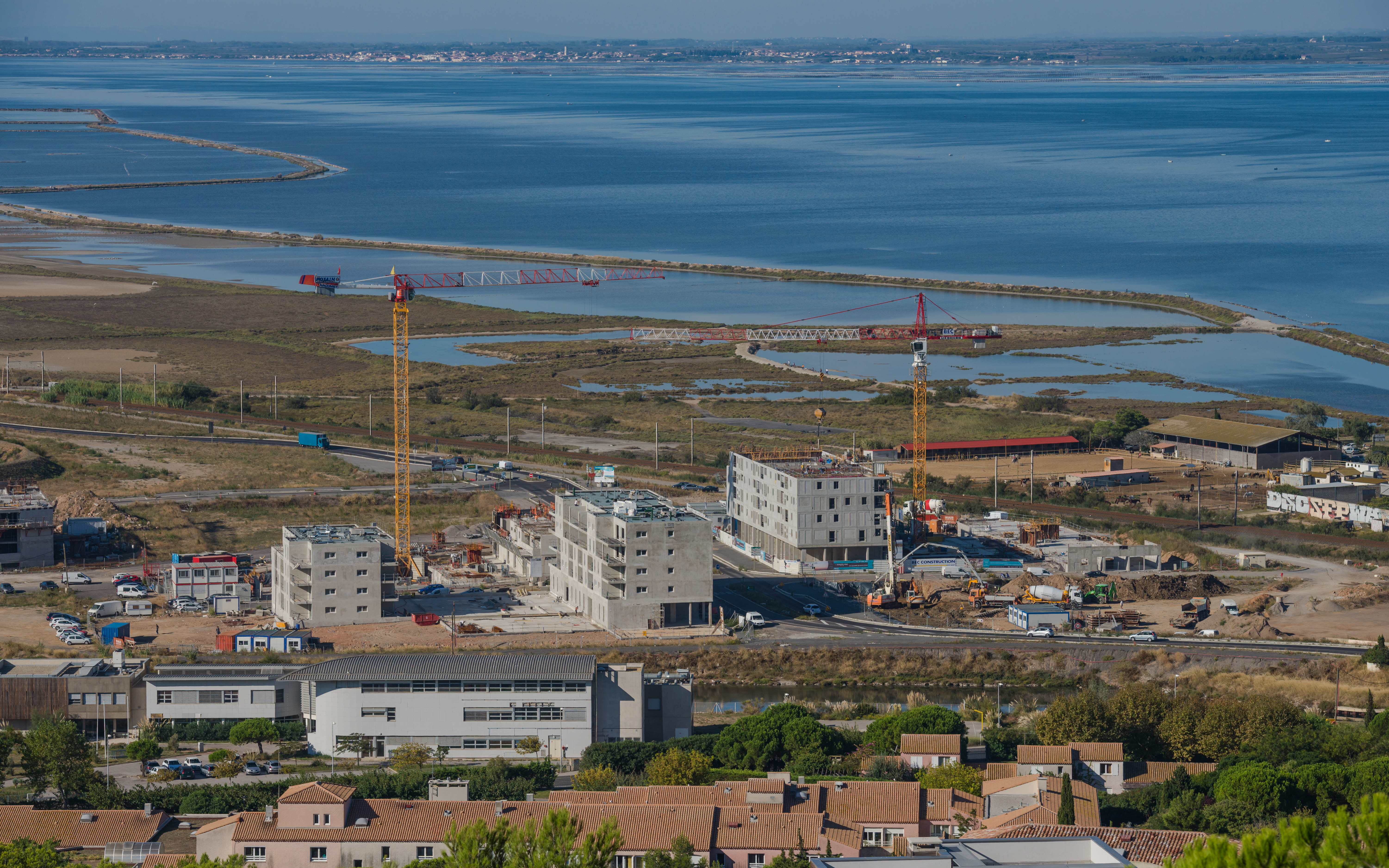
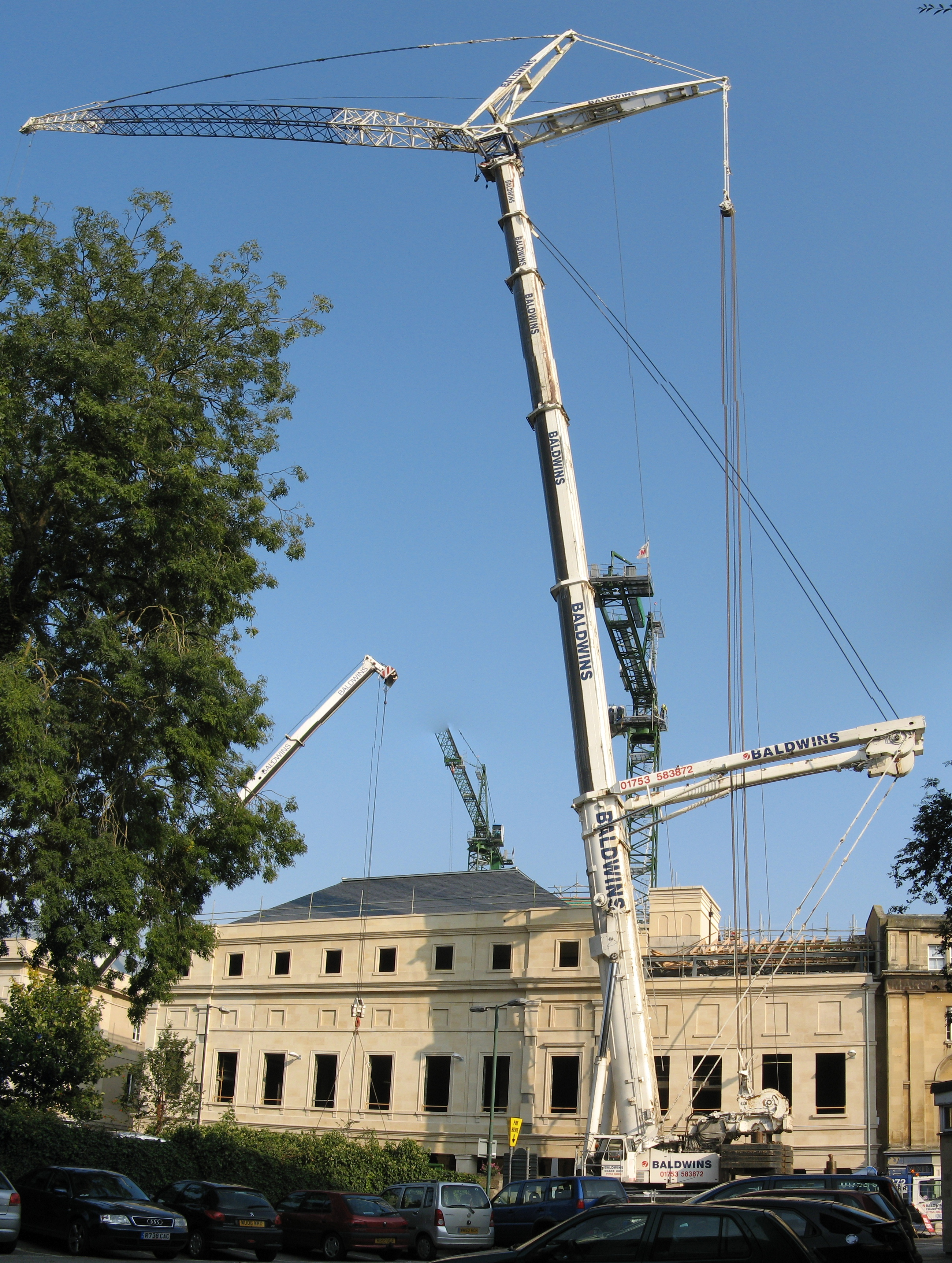
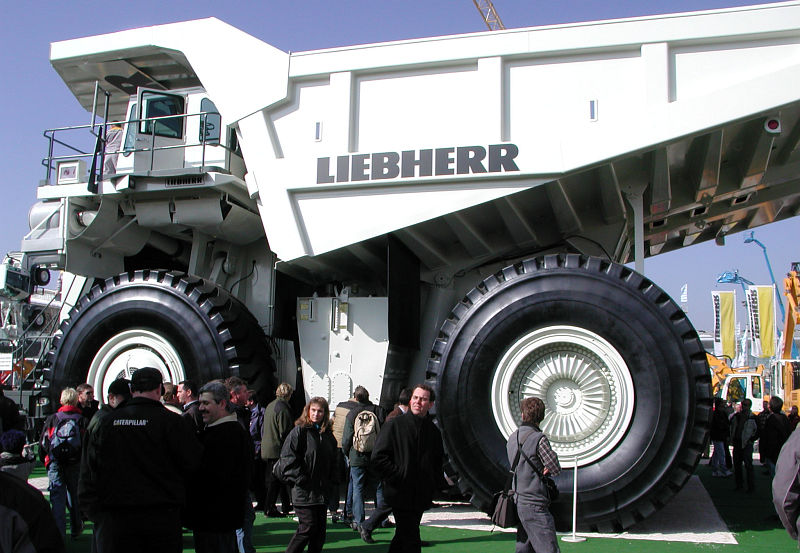
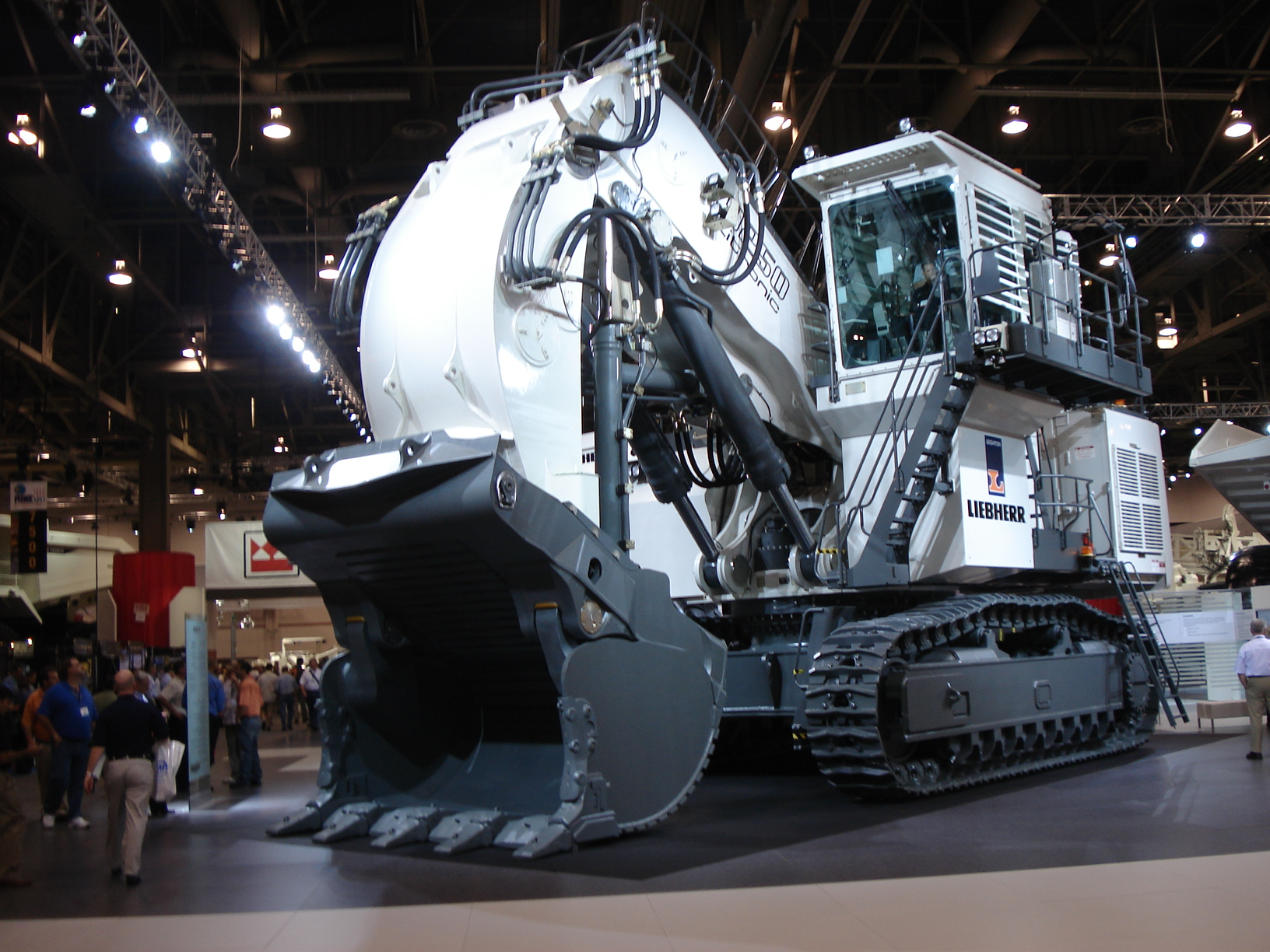
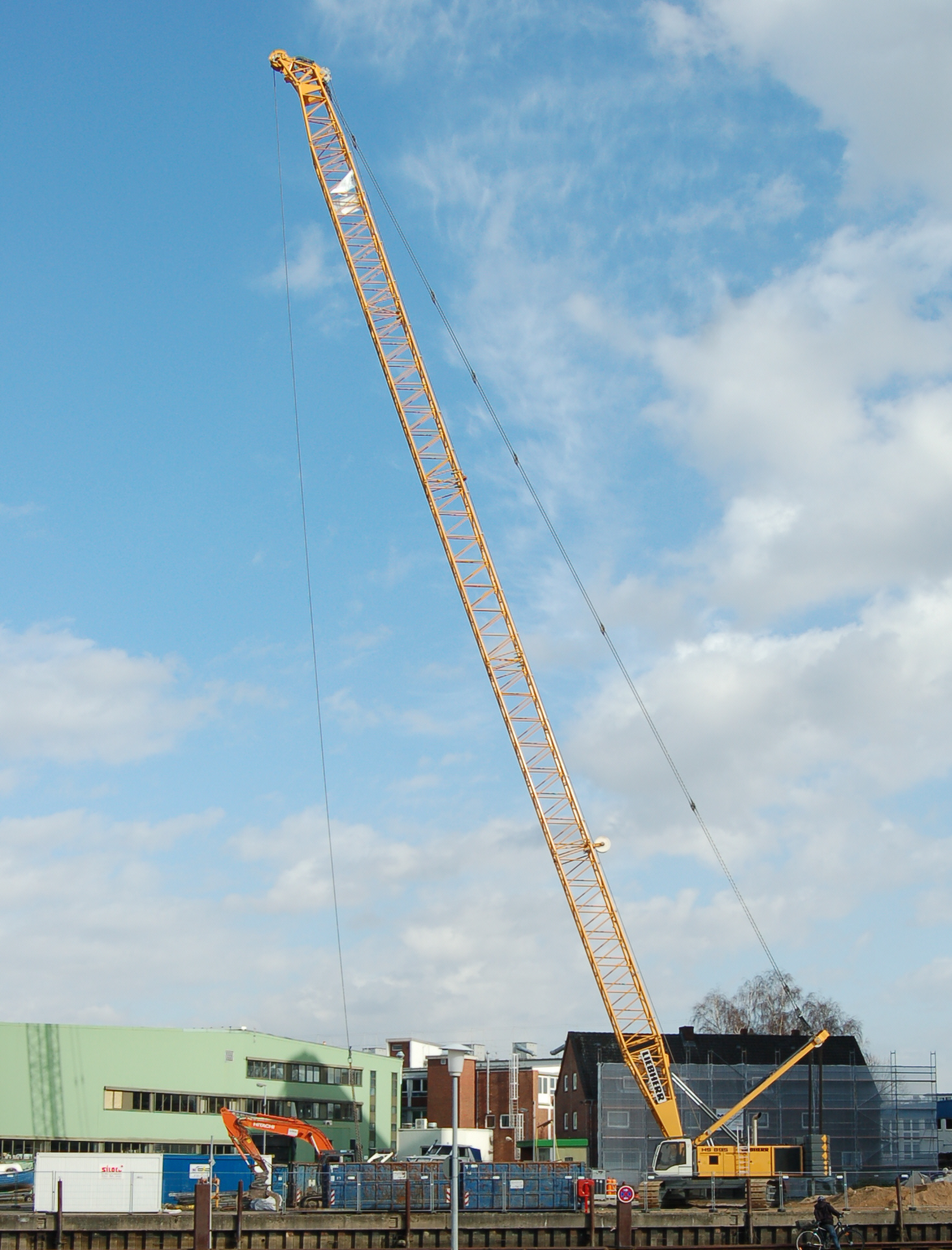
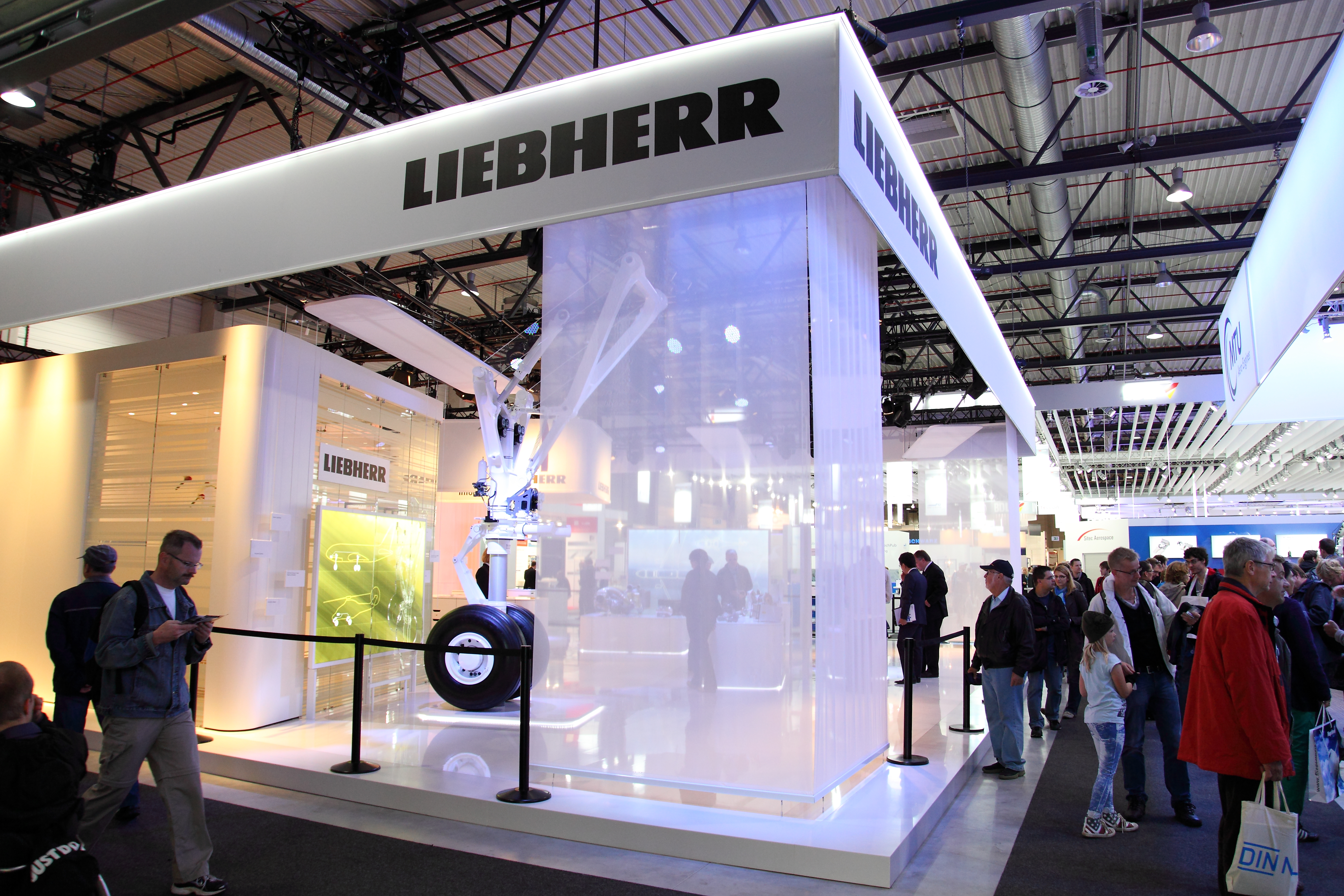
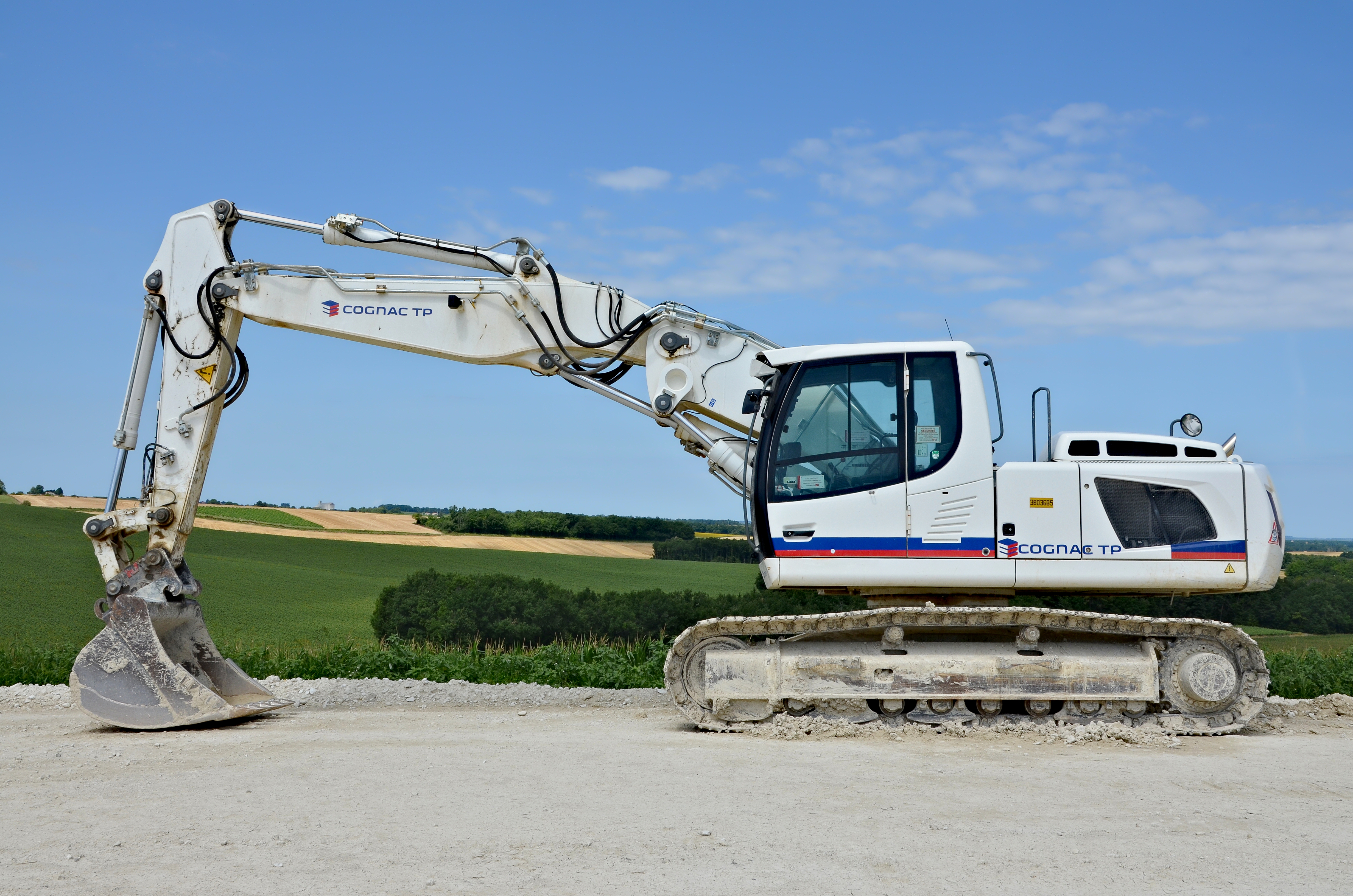